# Karlov (Nová Včelnice)
Karlov (německy Karlow) je základní sídelní jednotka, součást města Nová Včelnice v okrese Jindřichův Hradec v Jihočeském kraji. Nachází se asi 2,4 km jihozápadně od Nové Včelnice a asi 13,5 km severovýchodně od centra Jindřichova Hradce. V roce 2011 zde žilo 14 obyvatel ve 12 domech.
Karlov je rozdělen na pět částí, které na sebe nenavazují. Je zde registrováno 15 čísel popisných. Prochází tudy silnice III/12834, nachází se zde zvonička, protéká tudy Karlovský potok a v okolí se nachází šest rybníků.
| Rok            | 1869 | 1880 | 1890 | 1900 | 1910 | 1921 | 1930 | 1950 | 1961 | 1970 | 1980 | 1991 | 2001 | 2011 |
| -------------- | ---- | ---- | ---- | ---- | ---- | ---- | ---- | ---- | ---- | ---- | ---- | ---- | ---- | ---- |
| Počet obyvatel | 105  | 91   | 104  | 96   | 88   | 82   | 67   | 50   | –    | 60   | 53   | 42   | 21   | 14   |
| Počet domů     | 14   | 14   | 14   | 13   | 13   | 13   | 13   | –    | –    | 12   | 14   | 18   | 12   | 12   |